# اشک‌های یخ‌زده فرشتگان
| بررسی انتقادی | بررسی انتقادی |
| منبع          | رتبه‌بندی      |
| ------------- | ------------- |
| ابوت.کام      | [ ۴ ]         |
| آل‌میوزیک      | [ ۵ ]         |

اشک‌های یخ‌زده فرشتگان (به انگلیسی: The Frozen Tears of Angels) هشتمین آلبوم استودیویی گروه سمفونیک پاور متال ایتالیایی راپسودی آو فایر است که در ۳۰ آوریل ۲۰۱۰ توسط نوکلیر بلست رکوردز منتشر شد. این آلبوم که سومین فصل از حماسهٔ «راز تاریک» را روایت می‌کند، نخستین آلبوم گروه با نوکلیر بلست است که پس از بروز مشکلاتی با ناشر قبلی، مجیک سیرکل میوزیک، با آن قرارداد امضا نمودند.

## فهرست آهنگ‌ها
آلبوم «اشک‌های یخ‌زدهٔ فرشتگان» دارای ۹ عنوان است که کار ترانه‌نویسی آنها را لوکا توریلی انجام داده است. آهنگسازی این اثر توسط لوکا توریلی و آلکس استاروپولی انجام شده و فابیو لیونه نیز در کار آهنگسازی ترک‌های ۲، ۷ و ۹ شرکت داشته‌است. ترک‌های این آلبوم به شرح زیر است:
| شماره | نام                          | مدت   |
| ----- | ---------------------------- | ----- |
| ۱.    | «Dark Frozen World»          | ۲:۱۳  |
| ۲.    | «Sea of Fate»                | ۴:۴۷  |
| ۳.    | «Crystal Moonlight»          | ۴:۲۲  |
| ۴.    | «Reign of Terror»            | ۶:۵۰  |
| ۵.    | «Danza di fuoco e ghiaccio»  | ۶:۲۴  |
| ۶.    | «Raging Starfire»            | ۴:۵۴  |
| ۷.    | «Lost in Cold Dreams»        | ۵:۱۲  |
| ۸.    | «On the Way to Ainor»        | ۶:۵۸  |
| ۹.    | «The Frozen Tears of Angels» | ۱۱:۱۵ |

نسخهٔ دیجی‌پک آلبوم که در تیراژی محدود عرضه گردید دارای دو ترک اضافه با عنوان Labyrinth of Madness به مدت ۳:۵۸ و Sea of Fate (Orchestral Version) به مدت ۳:۵۳ بود. همچنین کتابچه‌ای ۳۲ صفحه‌ای و یک صفحهٔ گرامافون نیز در این نسخه وجود داشت. در نسخهٔ انتشاریافته در ژاپن نیز علاوه بر ۲ ترک اضافهٔ نسخهٔ دیجی‌پک آلبوم، ترک اضافهٔ سومی نیز با عنوان Immortal New Reign و مدت‌زمان ۵:۲۹ گنجانده شده بود.

## اعضا
اصلی
- فابیو لیونه – خواننده
- لوکا توریلی - گیتار
- آلکس استاروپولی - کیبورد
- پاتریس گر – گیتار بیس
- آلکس هولتزوارت - درام

مهمان
- اولاف ریتمیر – گیتار آکوستیک
- فابیو لیونه، هربی لانگهانس، رابرت هونکه، سیمون اوبرندر، توماس رتکه – کُر حماسی
- بریجیت فوگله، پروین مور – کُر اپرایی
- دومینیک لورکین - گیتار
- سورن لئوپولد – لوت
- ساشا پیت – گیتار ریتم
- بریجیت فوگله – سولوی سوپرانو

صداپیشگان
- کریستوفر لی – شاه جادوگر
- استش کرکبراید – دارگور
- سوزانا یورک – الوین
- توبی ادینگتون – ایراس آلگور
- مارکوس دامیکو – کاس
- کریستینا لی – لوثن
- سایمون فیلدینگ – تاریش

دیگر عوامل
- فلیپه ماکادو فرانکو – طرح روی جلد و کتابچهٔ آلبوم
- یانینا اسناتزکه – عکس
- کارستن فوم وگه – لوگوی راپسودی آو فایر